# Persone di nome Dirk
| Questa pagina contiene informazioni ricavate automaticamente dalle voci biografiche con l'ausilio del template Bio e di un bot. L'aggiornamento è periodico e automatico e ricostruisce completamente la pagina. Se manca una persona in questa lista, sei pregato di non aggiungerla, ma accertati piuttosto che la sua voce biografica contenga il template Bio e che i dati anagrafici siano correttamente compilati. Se il template Bio manca, inseriscilo tu stesso o, in alternativa, metti l'avviso {{tmp\|Bio}} che ne segnala la mancanza. Se i dati riportati sono sbagliati, correggi direttamente la voce biografica; le modifiche saranno visibili in questa lista entro pochi giorni. Per chiarimenti vedi il progetto antroponimi. La lista contiene solo le 93 persone che sono citate nell'enciclopedia e per le quali è stato implementato correttamente il template Bio. Pagina aggiornata al 6 mag 2025. |

Questa è una lista di persone presenti nell'enciclopedia che hanno il nome Dirk, suddivise per attività principale.

## Allenatori di calcio(3)
- Dirk Heyne, allenatore di calcio e ex calciatore tedesco (Magdeburgo, n. 1957)
- Dirk Kuijt, allenatore di calcio e ex calciatore olandese (Katwijk, n. 1980)
- Dirk Lottner, allenatore di calcio e ex calciatore tedesco (Colonia, n. 1972)

## Allenatori di football americano(1)
- Dirk Koetter, allenatore di football americano statunitense (Pocatello, n. 1959)

## Allenatori di pallacanestro(1)
- Dirk Bauermann, allenatore di pallacanestro e ex cestista tedesco (Oberhausen, n. 1957)

## Astronauti(1)
- Dirk Frimout, ex astronauta e astrofisico belga (Poperinge, n. 1941)

## Astronomi(1)
- Dirk Brouwer, astronomo olandese (Rotterdam, n. 1902 - New Haven, † 1966)

## Attori(3)
- Dirk Bach, attore, comico e conduttore televisivo tedesco (Colonia, n. 1961 - Berlino, † 2012)
- Dirk Benedict, attore statunitense (Helena, n. 1945)
- Dirk Galuba, attore tedesco (Schneidemühl, n. 1940)

## Batteristi(2)
- Bela B., batterista, cantante e attore tedesco (Berlino, n. 1962)
- Dirk Verbeuren, batterista belga (Anversa, n. 1975)

## Bobbisti(1)
- Dirk Wiese, ex bobbista tedesco (Winterberg, n. 1965)

## Calciatori(15)
- Dirk Abels, calciatore olandese (Udenhout, n. 1997)
- Dirk Carlson, calciatore lussemburghese (Portland, n. 1998)
- Dirk Hupe, ex calciatore tedesco (Solingen, n. 1957)
- Dirk Konerding, ex calciatore tedesco (n. 1969)
- Dirk Lotsij, calciatore olandese (Dordrecht, n. 1882 - L'Aia, † 1965)
- Dirk Marcellis, ex calciatore olandese (Horst aan de Maas, n. 1988)
- Dirk Medved, ex calciatore belga (Genk, n. 1968)
- Dick Nanninga, calciatore olandese (Groningen, n. 1949 - Maaseik, † 2015)
- Dirk Orlishausen, ex calciatore tedesco (Sömmerda, n. 1982)
- Dirk Proper, calciatore olandese (Elst, n. 2002)
- Dirk Sanders, ex calciatore belga (Torhout, n. 1955)
- Dick Schoenaker, ex calciatore e dirigente sportivo olandese (Ede, n. 1952)
- Dirk Schuster, ex calciatore tedesco orientale (Chemnitz, n. 1967)
- Dirk Stahmann, ex calciatore tedesco orientale (Magdeburgo, n. 1958)
- Dirk Stülcken, ex calciatore tedesco (Amburgo, n. 1941)

## Canottieri(1)
- Dirk Crois, ex canottiere belga (Bruges, n. 1961)

## Cavalieri(1)
- Dirk Schrade, cavaliere tedesco (n. 1978)

## Cestisti(5)
- Dirk Mädrich, ex cestista tedesco (Moers, n. 1983)
- Dirk Minniefield, ex cestista e allenatore di pallacanestro statunitense (Lexington, n. 1961)
- Dirk Nowitzki, ex cestista tedesco (Würzburg, n. 1978)
- Dirk Snyders, ex cestista belga (Deurne, n. 1965)
- Dirk Williams, cestista statunitense (Homewood, n. 1994)

## Chitarristi(1)
- Dirk Sauer, chitarrista tedesco (Fulda, n. 1977)

## Ciclisti su strada(6)
- Dirk Baert, ex ciclista su strada e pistard belga (Zwevegem, n. 1949)
- Dirk Bellemakers, ex ciclista su strada olandese (Eindhoven, n. 1984)
- Dirk Clarysse, ex ciclista su strada belga (Roeselare, n. 1964)
- Dirk De Wolf, ex ciclista su strada e dirigente sportivo belga (Aalst, n. 1961)
- Dirk Heirweg, ciclista su strada e pistard belga (Zele, n. 1955)
- Dirk Müller, ex ciclista su strada tedesco (Bad Hersfeld, n. 1973)

## Compositori(3)
- Dirk Brossé, compositore e direttore d'orchestra belga (Gand, n. 1960)
- Dirk Maassen, compositore e pianista tedesco (Aquisgrana, n. 1970)
- Dirk Serries, compositore belga (Anversa, n. 1968)

## Danzatori(1)
- Dirk Sanders, ballerino, attore e coreografo francese (Bogor, n. 1933 - Parigi, † 2002)

## Diplomatici(1)
- Dirk Stikker, diplomatico olandese (Winschoten, n. 1897 - Wassenaar, † 1979)

## Direttori d'orchestra(1)
- Dirk Foch, direttore d'orchestra e compositore olandese (Giacarta, n. 1886 - † 1973)

## Dirigenti sportivi(3)
- Dirk Baldinger, dirigente sportivo e ex ciclista su strada tedesco (Friburgo in Brisgovia, n. 1971)
- Danny Blind, dirigente sportivo, allenatore di calcio e ex calciatore olandese (Oost-Souburg, n. 1961)
- Dirk Demol, dirigente sportivo e ex ciclista su strada belga (Kuurne, n. 1959)

## Filosofi(1)
- Dirk Verhofstadt, filosofo fiammingo (Dendermonde, n. 1955)

## Fisici(1)
- Dirk Coster, fisico e chimico olandese (Amsterdam, n. 1889 - Groninga, † 1950)

## Imprenditori(2)
- Dirk Cordeel, imprenditore e dirigente d'azienda belga
- Dirk Scheringa, imprenditore e dirigente sportivo olandese (Grijpskerk, n. 1950)

## Judoka(1)
- Dirk Van Tichelt, judoka belga (Turnhout, n. 1984)

## Matematici(1)
- Dirk Jan Struik, matematico olandese (Rotterdam, n. 1894 - Belmont, † 2000)

## Modelli(1)
- Dirk Shafer, modello e attore statunitense (Carbondale, n. 1962 - West Hollywood, † 2015)

## Musicisti(1)
- Dirk Hamilton, musicista e cantautore statunitense (Hobart, n. 1949)

## Naturalisti(1)
- Dirk Albert Hooijer, naturalista olandese (Medan, n. 1919 - Leida, † 1993)

## Navigatori(1)
- Dirk Hartog, marinaio e esploratore olandese (Amsterdam, n. 1580 - Amsterdam, † 1621)

## Nuotatori(3)
- Dirk Braunleder, ex nuotatore tedesco (Aquisgrana, n. 1957)
- Dirk Korthals, ex nuotatore tedesco occidentale (Vreden, n. 1962)
- Dirk Richter, ex nuotatore tedesco (Cottbus, n. 1964)

## Pallanuotisti(1)
- Dirk Theissmann, ex pallanuotista tedesco (Hamm, n. 1963)

## Pallavolisti(1)
- Dirk Westphal, pallavolista tedesco (Berlino, n. 1986)

## Pesisti(1)
- Dirk Urban, ex pesista tedesco (Neumünster, n. 1969)

## Piloti automobilistici(1)
- Dirk Müller, pilota automobilistico tedesco (Burbach, n. 1975)

## Piloti motociclistici(3)
- Dirk Heidolf, pilota motociclistico tedesco (Rabenstein, n. 1976)
- Dirk Raudies, pilota motociclistico tedesco (Biberach an der Riß, n. 1964)
- Dirk von Zitzewitz, ex pilota motociclistico e copilota di rally tedesco (Eutin, n. 1968)

## Pistard(1)
- Dirk Meier, ex pistard tedesco (Spremberg, n. 1964)

## Pittori(2)
- Dirk Hendricksz, pittore olandese (Amsterdam, n. 1544 - Amsterdam, † 1618)
- Dirk van der Aa, pittore olandese (L'Aia, n. 1731 - L'Aia, † 1809)

## Polistrumentisti(1)
- Dirk Schlächter, polistrumentista tedesco (Bad Nauheim, n. 1965)

## Politici(5)
- Dick Dolman, politico olandese (Empe, n. 1935 - Amsterdam, † 2019)
- Dirk Hilbert, politico tedesco (Dresda, n. 1971)
- Dirk Hillbrecht, politico tedesco (Hannover, n. 1972)
- Dirk Kempthorne, politico statunitense (San Diego, n. 1951)
- Dirk Sterckx, politico belga (Herent, n. 1946)

## Poliziotti(1)
- Dirk Boonstra, poliziotto olandese (n. 1893 - Campo di concentramento di Dachau, † 1944)

## Registi(1)
- Dirk van den Berg, regista, produttore cinematografico e sceneggiatore tedesco (Hilden, n. 1966)

## Rugbisti a 15(1)
- Dirk Naudé, rugbista a 15 sudafricano (Bothaville, n. 1953 - Città del Capo, † 2010)

## Scacchisti(1)
- Dick van Geet, scacchista olandese (Rotterdam, n. 1932 - Driebergen-Rijsenburg, † 2012)

## Schermidori(1)
- Dirk Scalongne, schermidore olandese (Amsterdam, n. 1879 - Amstelveen, † 1973)

## Scrittori(1)
- Dirk Cussler, scrittore e dirigente d'azienda statunitense (n. 1961)

## Stilisti(1)
- Dirk Bikkembergs, stilista belga (Colonia, n. 1959)

## Tennisti(1)
- Dirk Dier, ex tennista tedesco (Sankt Ingbert, n. 1972)

## Tiratori a segno(1)
- Dirk Boest Gips, tiratore a segno olandese (Dordrecht, n. 1864 - L'Aia, † 1920)

## Triatleti(1)
- Dirk Bockel, triatleta lussemburghese (Waiblingen, n. 1976)

## Vescovi vetero-cattolici(1)
- Dirk Schoon, vescovo vetero-cattolico olandese (Ijmuiden, n. 1958)

## Senza attività specificata(2)
- Dirk Obbink, papirologo, filologo classico e grecista statunitense (Lincoln, n. 1957)
- Dirk Willems, olandese (Asperen - Asperen, † 1569)